# Mydaea nitidiventris
Mydaea nitidiventris är en tvåvingeart som först beskrevs av Ringdahl 1934.  Mydaea nitidiventris ingår i släktet Mydaea och familjen husflugor. Arten är reproducerande i Sverige. Inga underarter finns listade i Catalogue of Life.